# Hypochaeris radicata
Hypochaeris radicata es una planta de la familia de las asteráceas, nativa de Europa, pero ha sido introducida en América, Japón, Australia y Nueva Zelanda. Habita en praderas, dunas y junto a caminos.

## Descripción
Esta especie es similar a Hypochaeris glabra, pero con hojas hirsutas, y capítulos amarillos más grandes, con flores liguladas más largas que el involucro. Es una planta perenne con roseta basal de hojas ampliamente oblongo-lanceoladas, dentadas o lobuladas. El tallo floral mide de 1 a 5 cm, generalmente ramoso y con escamas bajo los capítulos. Los capítulos alcanzan 2,5 a 4 cm de diámetro; las brácteas involucrales son lanceoladas y puntiagudas, de pelo hirsuto en la costilla central. Todas las partes de la planta exudan una savia lechosa. Florece a finales de primavera y durante el verano. 
De las especies de Hypochaeris se alimentan las larvas de algunos lepidópteros, incluida Cucullia umbratica.

## Nombre común
- hierba del chancho,[1] roseta.[2][1] En Chile, Perú y España se listan otros nombres que no incluyen achicoria.[1]

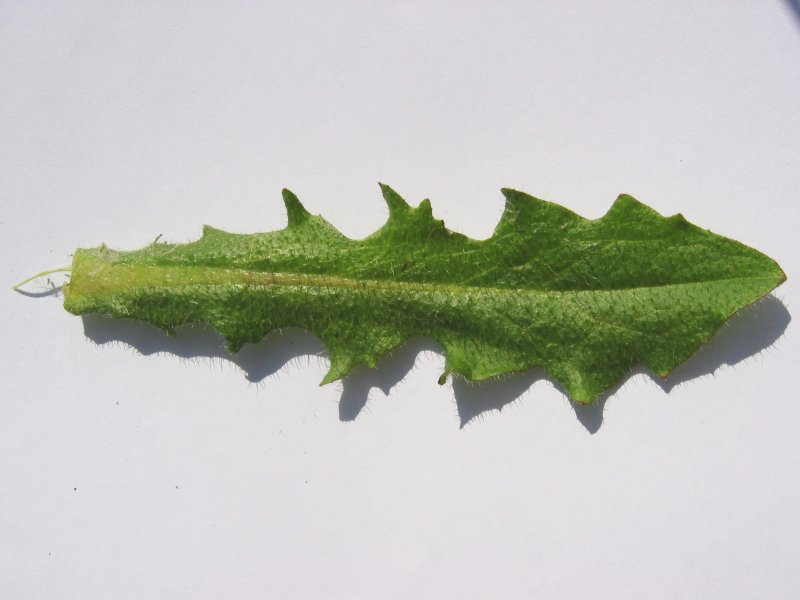
Hoja.
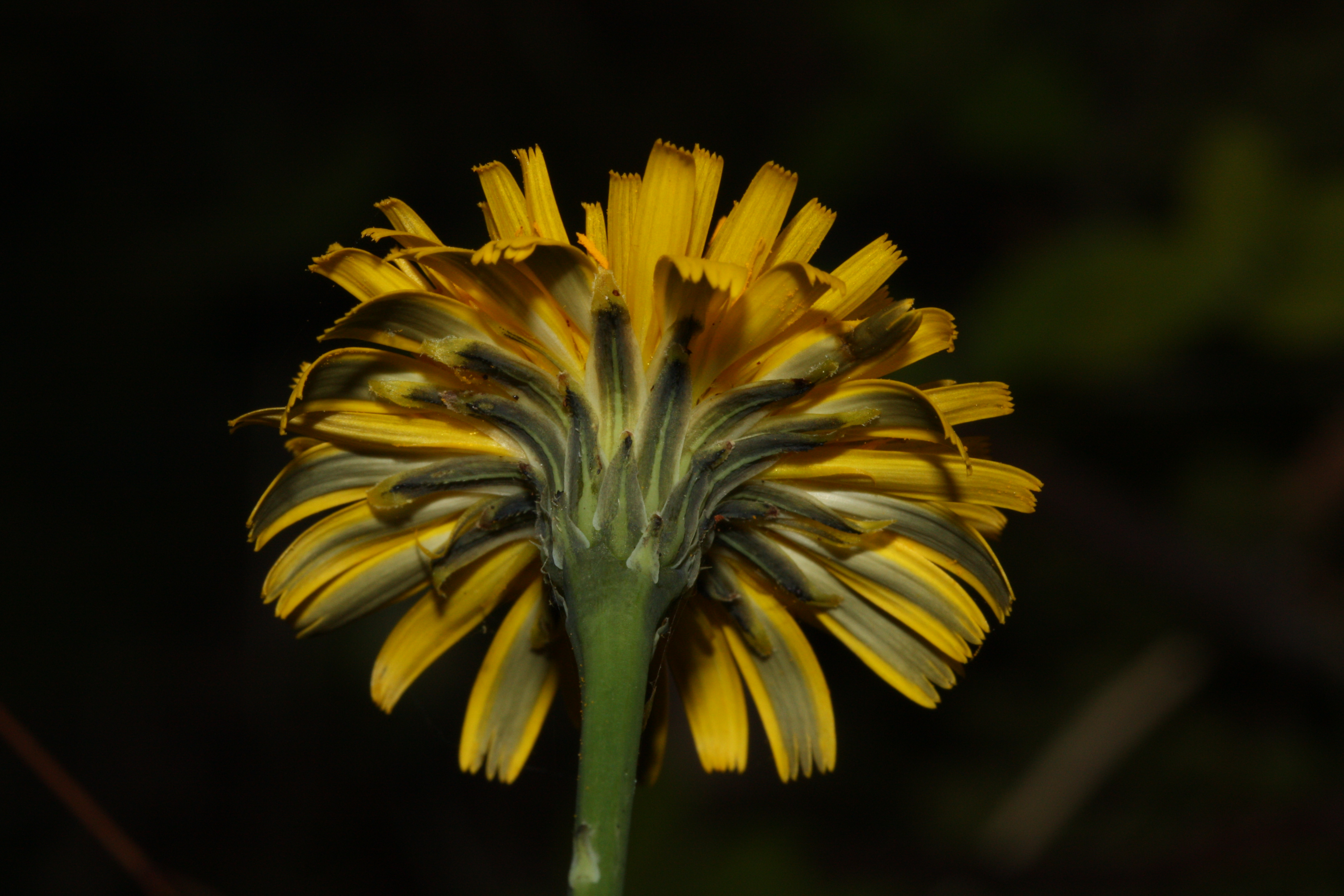
Flor.
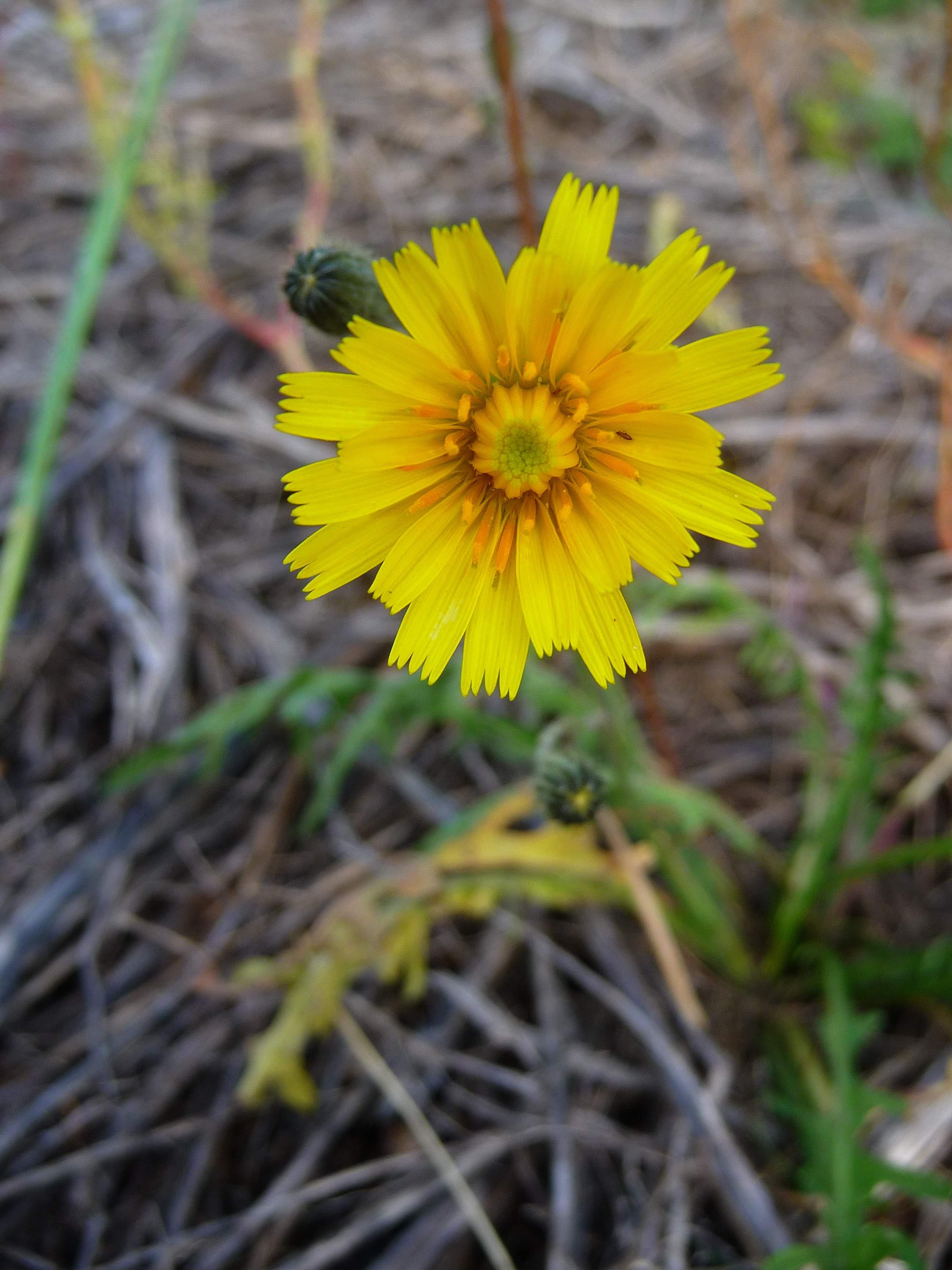
Flor.
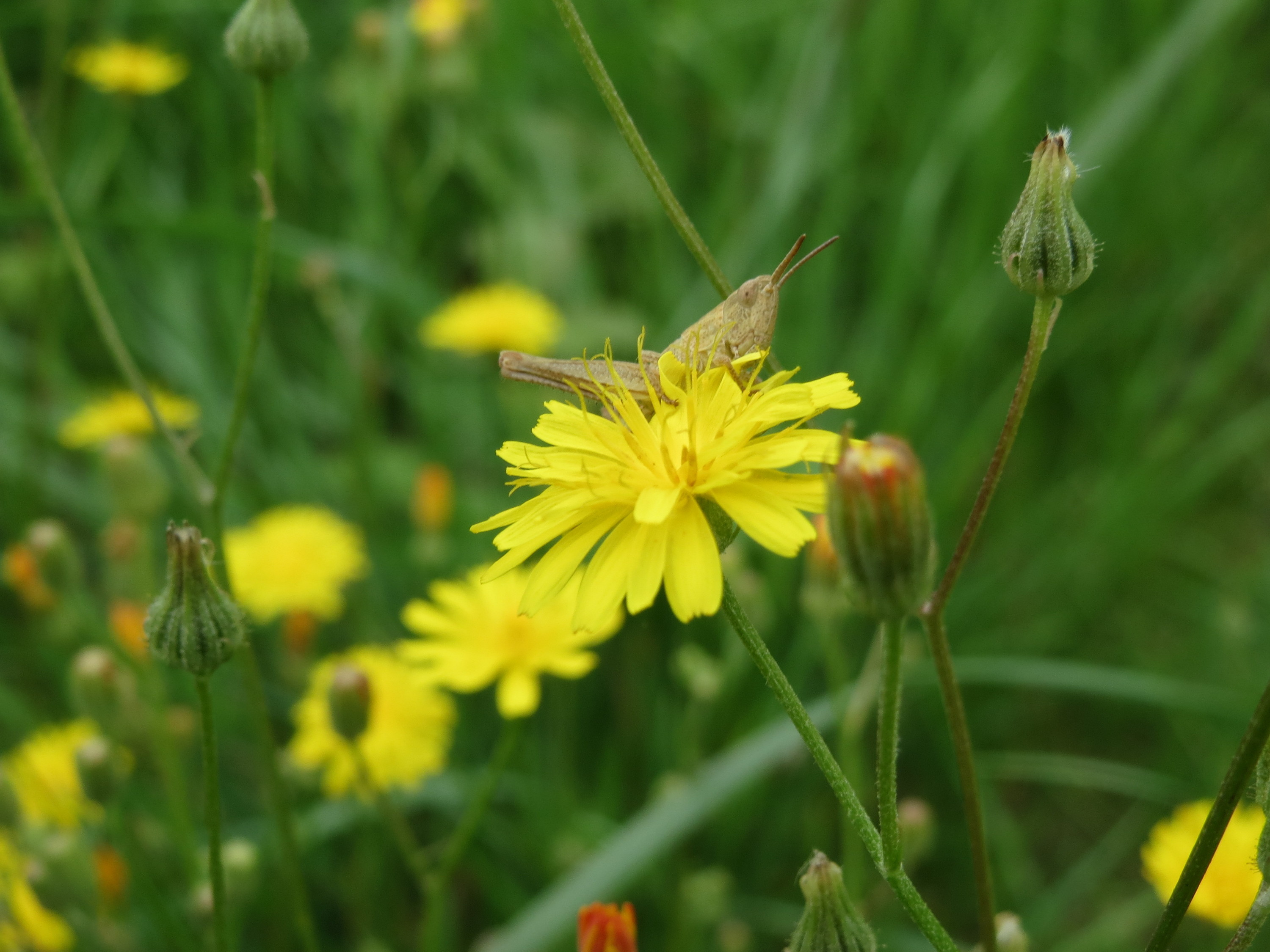
Flor.
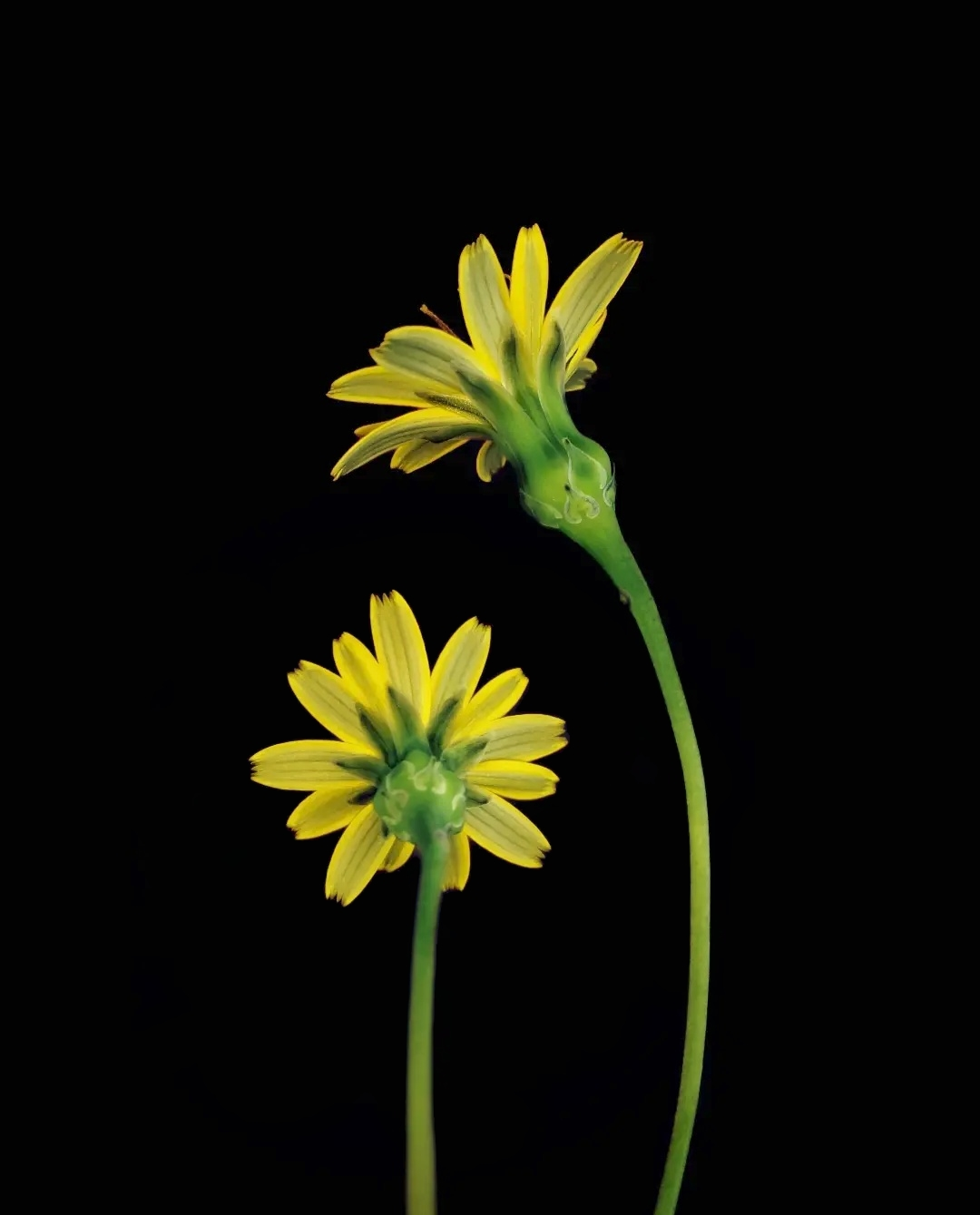
Dos flores
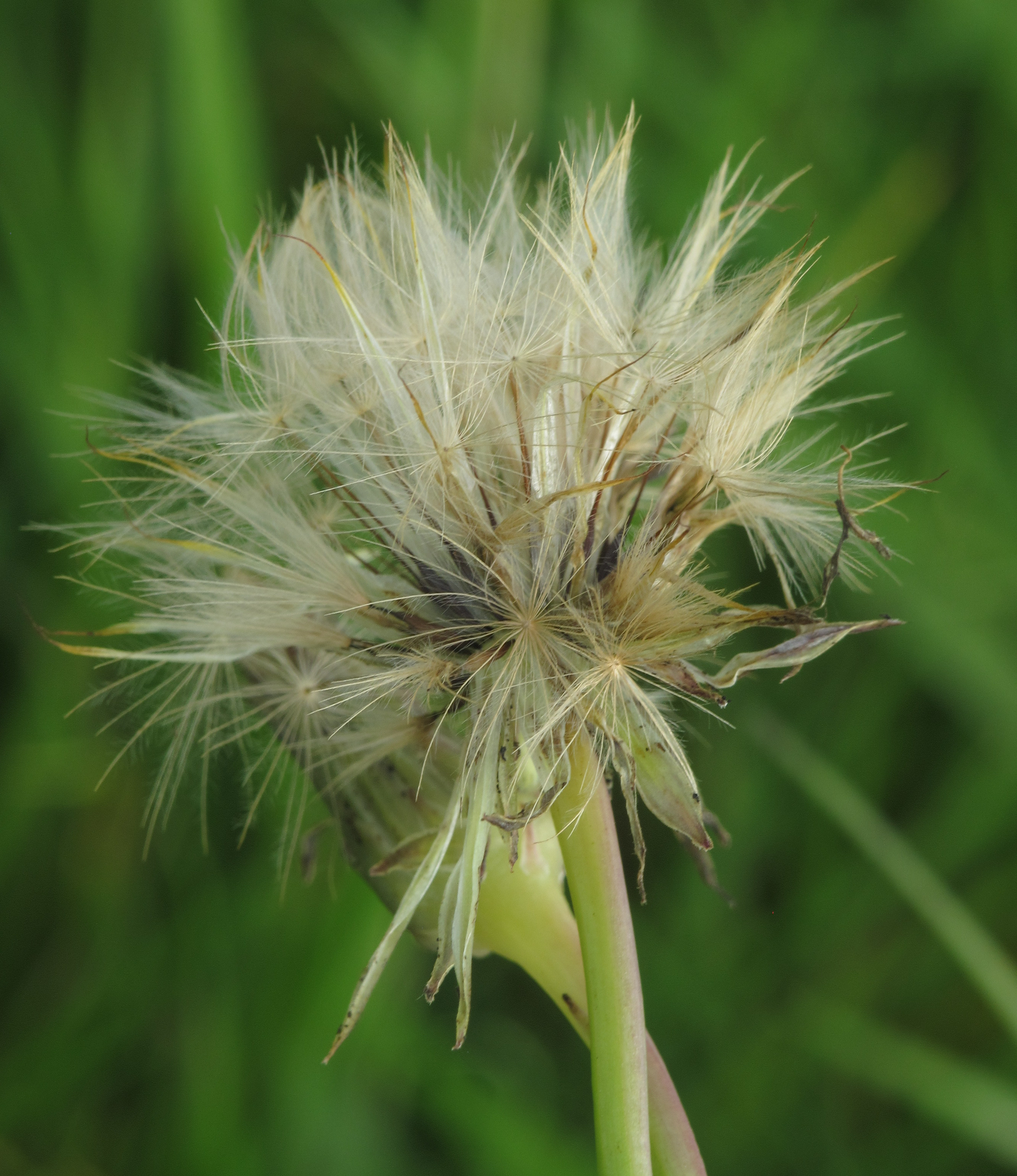
Aquenios

Usos
Hypochaeris radicata es comestible, de gusto amargo, sus flores, hojas y tallos se utilizan en ensaladas, caldos y fritos y sus flores también como decoración.